# 狼山州
狼山州，唐朝羁縻州。
显庆三年（658年）改狼山都督府置。永淳、垂拱时突厥、铁勒相继叛唐后废。其部落徙于河套内地复置州。开元初隶安北都护府。安史之乱后废。 